# Kloster Höglwörth

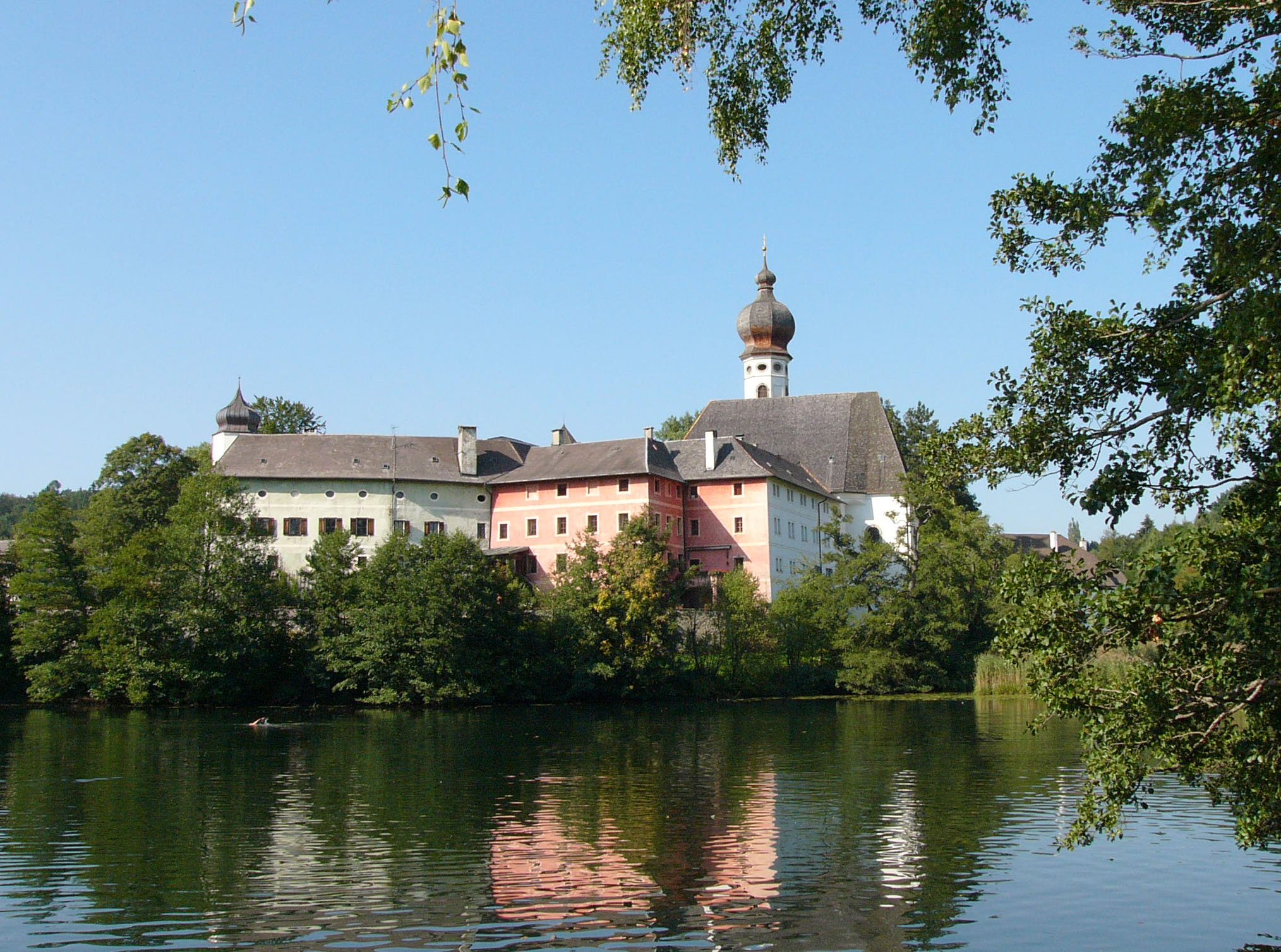
Kloster Höglwörth

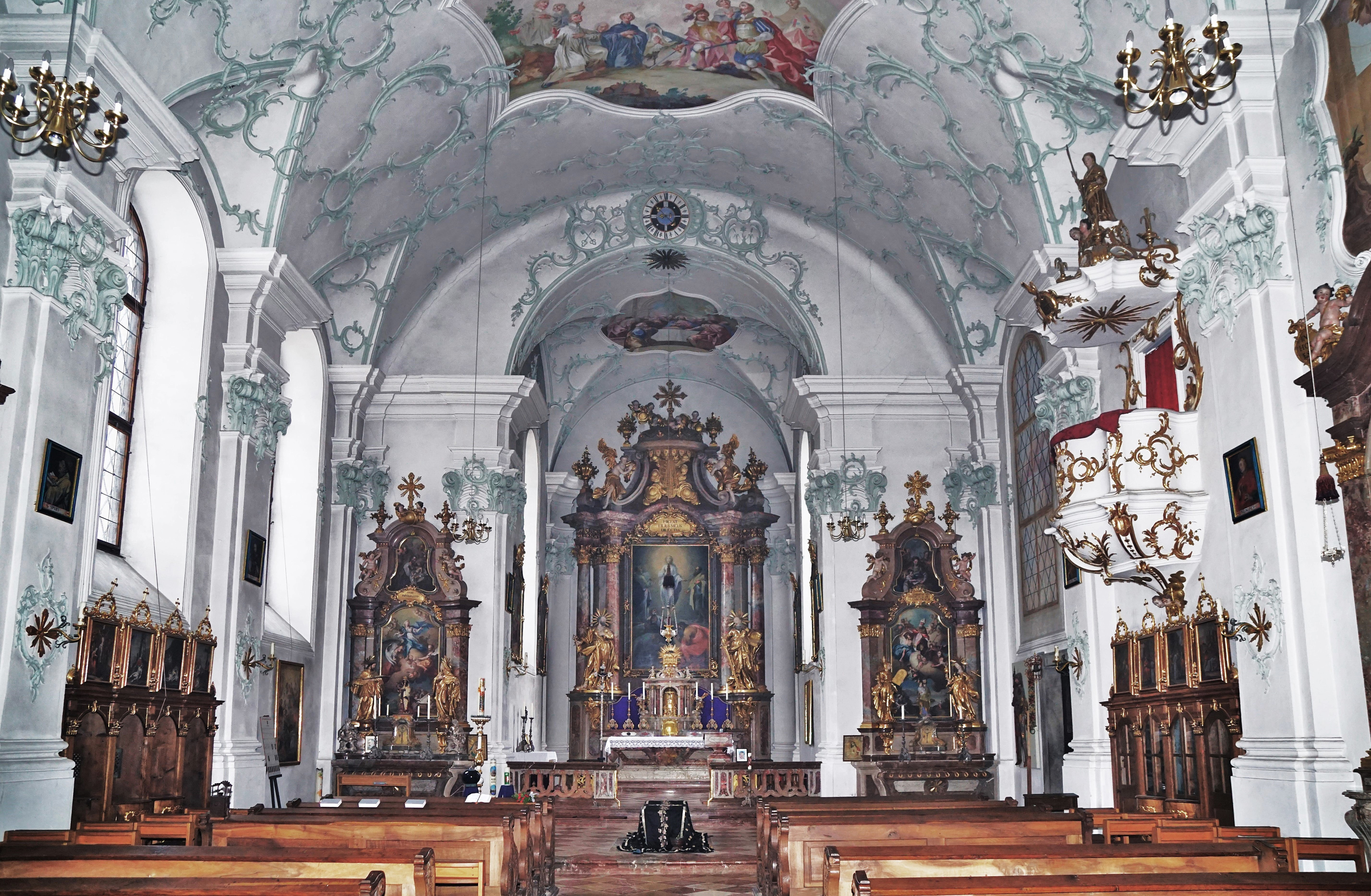
Innenansicht der Klosterkirche

Das Kloster Höglwörth  ist ein ehemaliges Augustiner-Chorherren-Stift in Höglwörth bei Anger in Bayern in der Erzdiözese München und Freising.

## Geschichte
Das den Aposteln Petrus und Paulus geweihte Augustiner-Kloster wurde 1125 durch Erzbischof Konrad I. von Salzburg gegründet. Sein voller Titel lautete auf Latein: „conventus in Hegelberd sanctorum Petri et Pauli apostolorum ordinis sancti Augustini Saltzeburgensis diocesis“. Höglwörth blieb als einziges Stift in Bayern von der Säkularisation verschont, da es erst 1810 als Teil des ehemals Salzburgischen Rupertiwinkels an Bayern fiel. Das Kloster setzte seine Aufhebung 1817 selbst durch. Sein letzter Propst Gilbert Grab beantragte die Aufhebung des Stiftes allerdings schon 1813, der jedoch in einem nicht befolgten Reskript des bayerischen Königs von 1816 widersprochen wurde. Danach gehörte Höglwörth Anfang 1817 noch zum Zuständigkeitsbereich des Ordinariats Freising. Am 30. Juli 1817 schließlich wurde das letzte und einzige von der Säkularisation verschont gebliebene bayerische Stift aufgehoben. Dies war zugleich die letzte vom Königreich Bayern durchgeführte Säkularisation. Das Kloster kam in Privatbesitz.
Das Kloster mit seiner Rokokokirche liegt auf der gleichnamigen Halbinsel (bis zur neuzeitlichen Verlandung eine Insel) im Höglwörther See im östlichen Oberbayern. Die Kirche wurde ab 1675 neu errichtet. Vom romanischen Kirchenbau blieb vor allem der Chor erhalten.

## Pröpste
Quelle
1. Tagobert, 1129
2. Ulrich I., 1147
3. Rupert, 1159, 1169
4. Helmweig, 1172, 1177
5. Heinrich, 1193, 1198
6. Otto, 1204
7. Hermann, 1214, 1224
8. Engelbert I., 1225, 1229
9. Heinrich II., 1238, 1248
10. Engelbert II. von Aschau, 1249
11. Ortwin, † 1286
12. Friedrich Hager, 1293
13. Leupold, 1316, 1332
14. Werner Mitterkircher
15. Conrad II., † 1345
16. Stephan, † um 1349
17. Ulrich II., † um 1356
18. Albrecht von Offenstetten, 1356, † 1364
19. Conrad III. Ruzzenbacher, resignierte 1365
20. Hartnid Weißeneck, † 1370
21. Zacharias, 1371, † um 1399
22. Sighart Waller, resignierte 1406
23. Georg I. von Sauleneck, 1407, resignierte
24. Johann, 1411
25. Georg II., 1414, † 1417
26. Christian Wildekker, 1417, 1435
27. Benedikt Tauner, 1439, † 1478
28. Wilhelm II. Stainhauff, 1477, † 1480
29. Christoph I. von Maxlrain, 1480–1512
30. Christoph II. Trenbeck, 1514, † 1522
31. Wolfgang I. Griesstätter, 1522–1541 Propst des Klosters Höglwörth, 1531–1539 Administrator des Klosters Baumburg, danach Propst und Prälat (1541–1559) sowie erster Fürstpropst (1559–1567) von Berchtesgaden sowie Administrator der Stiftspropstei Altötting (1561–1564)[5]
32. Urban Ottenhofer, 1541–1564
33. Balthasar Peer, 1564–1589
34. Richard Schneeweis, 1589–1609
35. Marquard von Schwendi, 1609–1634, zugleich Domherr in Salzburg, in Augsburg und in Passau, hielt sich nur selten in Höglwörth auf.[2]
36. Leonhard Feustlin, 1634–1638
37. Felix Faber, 1638–1644
38. Caspar Hofinger, 1645–1650
39. Wolfgang Zehentner, 1652–1671 Propst, 1671–1676 Administrator[2]
40. Johann Adam Weber, 1676–1686[2]
41. Patritius Pichler, 1686–1691, unter ihm Neubau der Stiftskirche und ihre Weihe 1690[2]
42. Johann Baptist I. Zacherl, 1691–1725
43. Johann Baptist II. Puechner, 1725–1743, sich auszeichnend durch Ehrgeiz und Verschwendungssucht, 1733 ausgestattet mit dem Recht der Pontifikalien[2]
44. Anian I. Hoepfengraber, 1743–1749
45. Augustin Eßlinger, 1749–1762
46. Anian II. Koellerer, 1762–1803
47. Gilbert Grab, 1804–1817, † 1822[2]